# Irgertshofen
Irgertshofen ist ein Ortsteil des Marktes Nittendorf im Landkreis Regensburg. 

## Lage
Irgertshofen liegt westlich des Kernortes Nittendorf. Östlich fließt die Schwarze Laber, ein linker Zufluss der Donau. Die B 8 verläuft nördlich.